# 龍鱗裝
龍鱗裝是流行唐代的書籍裝訂方式，在卷軸裝的基礎上發展而成。

## 形制
外觀如卷軸裝，不同的是在較小的紙上寫字，依此浮貼於卷軸裝的大張紙上，狀如鱗次，因而得名。